# Crocynia
Crocynia is een geslacht van korstmossen behorend tot de familie Ramalinaceae. 

## Soorten
Volgens Index Fungorum bevat het geslacht vijf soorten (peildatum januari 2023):
| Soortnaam              | Auteur(s)                                 | Publicatiejaar |
| ---------------------- | ----------------------------------------- | -------------- |
| Crocynia didymica      | Sipman                                    | 2018           |
| Crocynia fragilis      | B. de Lesd.                               | 1924           |
| Crocynia glaucescens   | (F. Wilson) S.Y. Kondr., Elix & Kärnefelt | 2011           |
| Crocynia microphyllina | Aptroot                                   | 2011           |
| Crocynia minutiloba    | Aptroot                                   | 2014           |